# Nicole Cooke
Nicole Denise Cooke (Swansea, 13 de abril de 1983) es una exciclista profesional galesa. En 1999, a los 16 años, Cooke ganó su primer título nacional absoluto, siendo la mujer más joven en ganar el Campeonato de Gran Bretaña en Ruta. En 2001 recibió el Bidlake Memorial Prize, galardón otorgado en honor a su rendimiento y a su contribución al desarrollo del ciclismo. También ganó cuatro títulos mundiales júnior. Ha sido la ciclista más joven que ha ganado la Copa del Mundo y el Giro de Italia. Además, cuenta con dos victorias en la Grande Boucle, en 2006 y 2007. Asimismo, fue ganadora de la medalla de oro en la prueba ciclista femenina en ruta en las Olimpiadas de Pekín 2008.

El 1 de agosto de 2006, alcanzó el número 1 en la clasificación femenina de la UCI (Ranking UCI), puesto que mantuvo hasta el final de temporada.

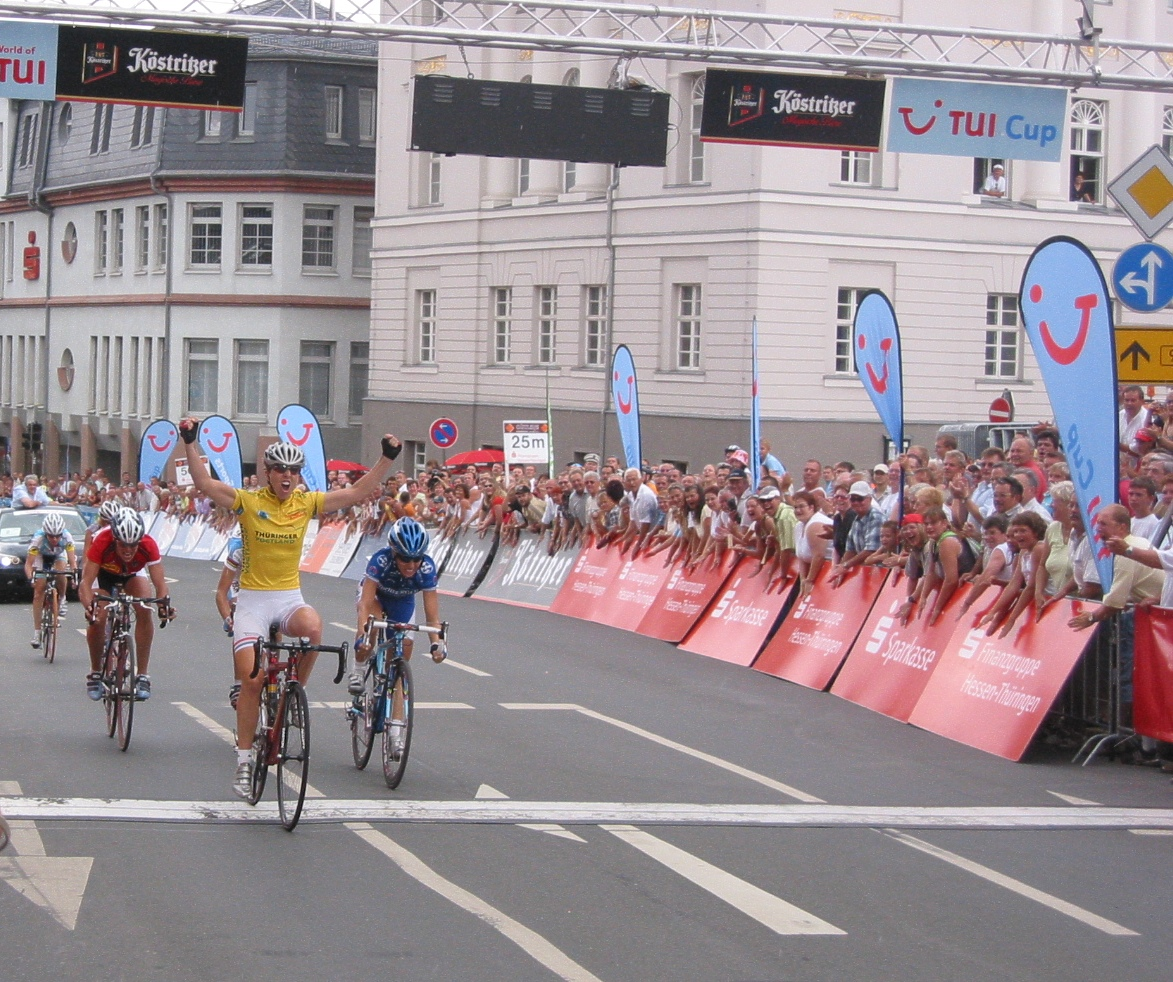
Nicole Cooke, ganando la 6.ª etapa del Tour de Turingia femenino 2006.

En enero de 2013 anunció su retirada, en gran parte debido a los escándalos de dopaje y por el poco apoyo que recibe el ciclismo femenino por parte de la UCI en comparación con el ciclismo masculino. Ejemplo de ello fue que declaró: "Hamilton (Tyler) ganó más con un libro sobre su dopaje que yo en toda mi carrera".

## Palmarés

### Ciclismo de montaña y cyclo cross
2001
- Campeonato del Reino Unido de Ciclismo de Montaña
- Campeonato del Reino Unido de Ciclocrós

### Carretera
| 1999 (como amateur) - Campeonato del Reino Unido en Ruta 2001 - Campeonato del Reino Unido en Ruta 2002 - Campeonato del Reino Unido en Ruta 2003 - Amstel Gold Race - Flecha Valona Femenina - Gran Premio de Plouay - Campeonato del Reino Unido en Ruta - G. P. San Francisco - 1 etapa del Holland Ladies Tour - 1 etapa del Giro della Toscana Int. Femminile-Memorial Michela Fanini - 3.ª en el Campeonato Mundial en Ruta - Copa del Mundo 2004 - Giro de Italia Femenino , más 1 etapa y clasificación de las jóvenes - Campeonato del Reino Unido en Ruta - G. P. San Francisco/T-Mobile International 2005 - Citta di Rosignano/Giro Frazioni - Flecha Valona Femenina - Gran Premio de Dottignies - Gran Premio de Valonia - Campeonato del Reino Unido en Ruta - 1 etapa del Holland Ladies Tour - Giro della Toscana Int. Femminile-Memorial Michela Fanini - 2.ª en el Campeonato Mundial en Ruta | 2006 - Gran Premio Castilla y León - Flecha Valona - Souvenir Magali Pache Lausanne - Grande Boucle - Tour de Turingia femenino, más 4 etapas - L'Heure d'Or Féminine, más 1 etapa - Campeonato del Reino Unido en Ruta - 3.ª en el Campeonato Mundial en Ruta - Copa del Mundo - Ranking UCI 2007 - 1 etapa del Trofeo Costa Etrusca - Trofeo Alfredo Binda-Comune di Cittiglio - Tour de Flandes - Gran Premio Cham-Hagendorn - Campeonato del Reino Unido en Ruta - Grande Boucle, más 1 etapa - 2.ª en la Copa del Mundo - 2.ª en el Ranking UCI - 1 etapa del Albstadt-Frauen-Etappenrennen 2008 - 1 etapa del Tour Cycliste Féminin International de l'Ardèche - Campeonato del Reino Unido en Ruta - Juegos Olímpicos en Ruta - 1 etapa del Tour de l'Aude - Campeonato Mundial en Ruta 2009 - Giro del Trentino Alto Adige-Südtirol, más 1 etapa - 2 etapas de la Iurreta-Emakumeen Bira 2010 (como amateur) - 1 etapa de la Iurreta-Emakumeen Bira 2011 - 1 etapa del Giro de Italia Femenino |

## Resultados en Grandes Vueltas y Campeonatos del Mundo
Durante su carrera deportiva ha conseguido los siguientes puestos en las Grandes Vueltas femeninas y en los Campeonatos del Mundo en carretera:
| Carrera              | 2001 | 2002 | 2003 | 2004 | 2005 | 2006 | 2007 | 2008 | 2009 | 2010 | 2011 | 2012 |
| -------------------- | ---- | ---- | ---- | ---- | ---- | ---- | ---- | ---- | ---- | ---- | ---- | ---- |
| Giro de Italia       | -    | -    | -    | 1.ª  | -    | -    | -    | -    | -    | -    | 29.ª | 44.ª |
| Tour de l'Aude       | -    | -    | -    | -    | -    | Ab.  | -    | 4.ª  | 5.ª  | -    | X    | X    |
| Grande Boucle        | -    | Ab.  | 6.ª  | X    | -    | 1.ª  | 1.ª  | 3.ª  | -    | X    | X    | X    |
| Mundial en Ruta      | -    | -    | 3.ª  | 24.ª | 2.ª  | 3.ª  | -    | 1.ª  | Ab.  | 4.ª  | 4.ª  | 60.ª |
| Mundial Contrarreloj | -    | -    | -    | -    | -    | 5.ª  | -    | -    | -    | -    | -    | -    |

-: no participa

Ab.: abandono

X: ediciones no celebradas

## Equipos
- Acca Due O-Lorena Camich (2001)
- Deia Pragma-Colnago (2002)
- Ausra Gruodis/Safi-Pasta Zara (2003-2005)
  - Ausra Gruodis Safi (2003)
  - Safi-Pasta Zara-Manhattan (2004-2005)
- Ausra Gruodis-Safi (2003)
- Univega Pro Cycling Team (2006)
- Raleigh Lifeforce Pro Cycling Team (2007)[8]
- Team Halfords Bikehut (2008)
- Vision 1 Racing (2009)
- S.C. MCipollini-Giambenini (2011)
- Faren-Honda Team (2012)